# Yechiva de Kairouan
La yechiva de Kairouan est un ancien centre d'étude de la Torah et du Talmud situé à Kairouan en Tunisie.
Elle est fondée par Houshiel ben Elhanan. Connaissant son apogée durant le Xe siècle, elle est considérée comme la première importante yechiva en Afrique du Nord. Très connue à travers le monde juif, elle  était très liée aux yechivot de Babylonie comme l'attestent plusieurs correspondances,.
À noter que la ville de Kairouan a connu une importante communauté juive qui s'est formé lors de la fondation de la ville mais qui a dû partir pour d'autres villes de Tunisie à la suite de son expulsion par les Almohades.